# Acronicta asignata
Acronicta asignata är en fjärilsart som beskrevs av Hirschke 1910. Acronicta asignata ingår i släktet Acronicta och familjen nattflyn. Inga underarter finns listade i Catalogue of Life.